# Баксары (Нижнеголовинский сельсовет)
Баксары — посёлок в Лебяжьевском районе Курганской области. Входит в состав Нижнеголовинского сельсовета.

## История
Посёлок возник в 1896 году в связи со строительством железнодорожного разъезда. До 1917 года в составе Кривинской волости Курганского уезда Тобольской губернии. По данным на 1926 год разъезд состоял из 11 хозяйств. В административном отношении входил в состав Головинского сельсовета Макушинского района Курганского округа Уральской области.

## Население
| 1989 | 2002 | 2010 |
| ---- | ---- | ---- |
| 56   | ↘29  | ↘9   |

По данным переписи 1926 года на разъезде проживало 30 человек (18 мужчин и 12 женщин), в том числе: русские составляли 83 % населения, белоруссы — 17 %.